# Странники (манга)
Planetes (греч. ΠΛΑΝΗΤΕΣ, означает «планеты», также (изначально) «странники», яп. プラネテス пуранэтэсу) — манга Макото Юкимуры, выходившая в сэйнэн-журнале Morning с 1999 по 2004 год. По ней сделан одноимённый 26-серийный аниме-сериал, который был снят аниме-студией Sunrise и показан японской национальной телекомпанией NHK с октября 2003 года по апрель 2004. Считается одним из наиболее реалистичных аниме про космос. Это история о необычной и разношёрстной компании сборщиков космического мусора на околоземной орбите в 2075 году.

## Сюжет
Сериал описывает трудовые будни Отдела Расчистки Космического Мусора — подразделения корпорации «Текнора», находящейся на орбитальной станции ISPV-7. По соглашению с Федерацией (в некоторых русских переводах: Лигой — преемником ООН с преимущественным правом голоса развитых стран) все фирмы, работающие в космическом пространстве, обязаны содержать такой отдел, который, как правило, является наиболее убыточным, наименее технически оснащённым, а работа в нём, несмотря на опасность, довольно низко оплачивается по сравнению с другими подразделениями. В «Текноре» Отдел расчистки шутя называют Урезанным отделом или Полуотделом, Недоотделом, поскольку число работающих в нём редко превышает и половину положенного по штату. И в этот Полуотдел приходит новая сотрудница — Ай Танабэ…
Сюжет манги несколько отличается от аниме-сериала, но и в манге, и в сериале он в основном вращается вокруг различных эпизодов уборки космического мусора. Однако рутинная работа в космической мегакорпорации становится лишь фоном для раскрытия характеров и устремлений персонажей и постановки философских вопросов о тяге человечества к неизведанному.

### Реализм
В отличие не только от подавляющего большинства космических «аниме-опер», но и от многих фантастических фильмов и сериалов, «Planetes» представляет зрителю до предела реалистичный взгляд на будущее освоения космического пространства. В сериале нет гигантских кораблей инопланетных империй, полётов через гиперпространство и звёздных войн. В 2075 году человечество всё ещё не выбралось за пределы марсианской орбиты, корабли (кроме межпланетных) используют химическое топливо, а проблема мусора на орбите становится всё серьёзнее. Эпические вымыслы режиссёров заменяются здесь суровой прозаикой реального космоса: грохот взрывов и рёв двигателей в вакууме не распространяется, и находясь в открытом космосе, единственное что вы будете слышать — это шум собственных двигателей (он передаётся по материалам корабля или скафандра) и голос напарника в наушниках. Корабли и все тела перемещаются как и положено — по орбите, а челнок не может выполнять эффектные манёвры, мгновенно тормозя при отключении двигателя, или резко меняя направление движения, поскольку помимо огромного расхода топлива и неминуемого схода с орбиты, корабль бы лишился экипажа из-за чудовищных перегрузок. Луч лазера в космосе не виден, и оружием может стать любой предмет, даже самый безобидный. Показаны все виды болезней, угрожающих космонавту: остеопороз — вымывание из костей кальция, лучевая болезнь, рак, психологическое утомление. И в манге, и в заставке сериала постоянно мелькают ссылки на историю космонавтики и ракетной техники, на её пионеров — К. Э. Циолковского, Роберта Годдарда, Вернера фон Брауна, Германа Оберта, показаны ключевые моменты освоения космоса — Фау-2, первый спутник, полёт Лайки, первый полёт человека в космос, высадка человека на Луну, Скайлэб, Мир, шаттл «Индевор», Международная космическая станция.

## Персонажи

### Отдел Расчистки
Хатирота Хосино, или Хатимаки (яп. 星野 八郎太 Хосино Хатиро:та) — молодой японец, заветная мечта которого — скопить достаточно денег, чтобы купить свой космический корабль. Остальная команда обычно зовёт его просто «Хати» или «Хатимаки» — японское слово для головной повязки, которую он обычно надевает. Работа в Отделе Расчистки сделала его изрядным циником, однако мечта о полётах на собственном корабле всё ещё жива. Сэйю: Кадзунари Танака
Ай Танабэ (яп. 田名部 愛 Танабэ Ай) — приёмная дочь лидера дэт-метал группы и школьной учительницы, Танабэ. Её с детства привлекали романтические истории о первых шагах космонавтики. Ай представляла астронавтов как мужественных героев, бесстрашно бросающих вызов неизвестности, поэтому, несмотря на низкую успеваемость, заняв второе место в конкурсе танцев, устроенном «Текнорой» (из двух участников), смогла пробиться на работу в космос. Мрачная действительность Отдела Расчистки не смогла до конца поколебать её романтических убеждений, и Ай часто действует, повинуясь велению своего сердца. Сэйю: Сацуки Юкино
Фи Кармайкл (яп. フィー・カーマイケル Фи Ка:майкэру) — американка, капитан космического сборщика DS-12 «Тойбокс» (ToyBox). Обычно спокойная и рассудительная, прирождённый лидер, фактически реальный глава Отдела Расчистки. Страстная курильщица, не бросающая свою пагубную привычку несмотря на многочисленные препятствия, неудобства и даже элементы дискриминации, создаваемые в космосе для курения. Замужем, имеет детей, семья живёт на Земле. Сэйю: Ай Орикаса
Юрий Михалков (яп. ユーリ・ミハイロコフ Ю:ри Михайрокофу) — русский, первый помощник капитана космического сборщика «Тойбокс» Фи Кармайкл. Родился во Владивостоке. Жена Юрия погибла во время катастрофы суборбитального пассажирского челнока, произошедшей из-за столкновения с мелким космическим мусором — небольшим винтом. После этого Юрий бросил свою прежнюю работу и стал сборщиком космического мусора, в надежде найти среди тонн мусора, вращающегося на околоземной орбите, компас, принадлежавший погибшей жене. Несмотря на удары судьбы, Михалков довольно спокойный и уравновешенный человек, неформальный «замполит» команды. Любит ухаживать за животными, которые содержатся в Отделе. Сэйю: Такэхито Коясу
Филипп Майерс — добродушный, но слегка глуповатый пожилой человек, досиживающий время, оставшееся ему до пенсии, на посту начальника Отдела Расчистки, которым является чисто номинально, в основном занимаясь утверждением документов, составленных Эдельгард. Своих сотрудников часто называет уменьшительными именами и пытается устроить их личную жизнь. Сэйю: Айко Огата
Арвинд Лави — заместитель Майерса, родом из Индии. Его поведение демонстрирует комический стереотипный образ офисного работника низшего звена в крупной компании, который часто унижается перед начальством, но в то же время не упускает случая показать сотрудникам, стоящим на более низкой ступени корпоративной иерархии, что он босс. Лави хороший фокусник, и благодаря различным вечеринкам обзавёлся многочисленными связями среди администрации «Текноры», но так и не заработал уважения. Однако благодаря решительным действиям в ходе кризиса с «информационной миной», заложенной Федерацией, Лави показал, что он может переступить через страх ради своих товарищей и самоуважения. Разведён, имеет семь детей, которых очень любит. Сэйю: Тэцуо Гото
Эдельгард Ривейра — временный работник Отдела Расчистки. Очень пунктуальная и неразговорчивая молодая женщина, которая держит на себе всю бумажную работу отдела, в том числе и по написанию приказов от лица Майерса, которые шеф не глядя подписывает, зная, что на неё можно положиться. За плечами у Эдель суровый жизненный опыт, её муж, Саша, не желая работать сам, заставлял её подрабатывать проституцией, а полученные деньги проматывал. Устав мириться с таким положением вещей, Ривейра сбежала от мужа и стала работать на нескольких работах сразу, чтобы оплатить обучение, необходимое для дальнейшего продвижения по службе. Сэйю: Майко Ито

### Другие сотрудники «Текноры»
Клэр Рондо — эльтанийка (родилась и прожила в Эльтанике, одной из беднейших стран Земли, в верхнем течении Амазонки, в Южной Америке), до 8 лет не умела читать и писать. Мигрировала с родителями в США, где начала учиться с самых азов. На начало аниме сотрудница Административного отдела «Текноры». Пришла в компанию вместе с Хатимаки и Чжэншэном. Около года встречалась с Хати, поссорилась с ним из-за отца Хати. Получила от Гигальта прозвище «Лебедь» (грациозная и внешне спокойная, а под водой отчаянно бьет лапками). Берётся за любую работу, стремится пробиться в элиту отдела. Из-за многочисленных ошибок скатывается до должности инспектора экипажей, а затем в Отдел космолома. Помогла Пуатье (эльтанийцу, привезшему самодельный скафандр на тестирование) пройти испытания. Разочарованная в политике «Текноры» и Федерации становится террористкой и любовницей Хакима Ашмида. Ранена во время попытки захвата Фон Брауна, спасена Танабэ, арестована, осуждена на 10 лет заключения.
Дольф Азария — руководитель Второго сектора Текноры, глава Административного отдела (непосредственный начальник Филиппа Майера и всего Отдела космолома). Жесткий управленец, не любит, когда на него кричат. Некогда глава фирмы, где работала Фи, а также их друг Чад, поглощённой «Текнорой» примерно за 10 лет до начала описываемых в «Странниках» событий. Возможно, тайно влюблён в Фи, по крайней мере, однажды попытался пригласить её на свидание, но затем передумал. Назначен руководителем фирмы «Галилео девелопмент», подставной компании, занимающейся выводом «Фон Брауна» в космос, которую в случае неудачи можно было бы обвинить во всех грехах и снять ответственность с «Текноры». Успешно проведя испытания, набрав команду, отказался от места в совете директоров «Текноры», предпочтя остаться главой независимой компании, отколовшейся от «Текноры» «Галилео девелопмент», которая приобрела патент Роксмита на двигатели на амбиполярных ловушках.
Чен Шей — китаец, друг Хати и Клэр. Через 3 года работы в «Текноре» стал вторым пилотом на пассажирском космолайнере. Влюблён в Танабэ. Несколько раз приглашал её на свидание, но успеха не имел. Объект симпатии Люси. Участвовал в первом туре отбора экипажа на Фон Браун от «Текноры». Во время испытания отвлекся от задания, чтобы помочь другой участнице с проблемами с кислородом. Год не общался с Хати, но помирился с ним перед встречей с Клэр в тюрьме.
Люси Эзкам — подруга Танабэ, вместе с ней пришла в «Текнору». Стюардесса на пассажирских космолайнерах. Преследует мечту удачно выйти замуж. Сначала попыталась построить отношения с Чжэншэном. Чтобы избавиться от соперницы (Танабэ), попросила Хати с ней встречаться. Затем с Колином Клиффордом (младший сын президента Федерации). Вышла за него замуж.

### Команда и создатели корабля «фон Браун»
Вернер Локсмит — (Роксмит) гениальный изобретатель двигателя на амбиполярных ловушках. Руководитель проекта «Фон Браун». Готов взять на себя ответственность за любое происшествие, поскольку знает, что ему за это ничего не будет. Готов пожертвовать сотнями человеческих жизней ради «Фон Брауна», а «Фон Брауном» ради себя. (Цитата: «Если я останусь жив, создадим ещё десятки „Фон Браунов“»).
Горо Хосино — отец Хатимаки, главный механик на «Фон Брауне». Эксцентричный человек, любит подшучивать над сыновьями. Участник первой экспедиции на Марс и главный конструктор двигателя межпланетного корабля этой программы. 5 лет не общался с детьми. Согласился принять участие в экспедиции на Юпитер только после того, как увидел фанатизм Локсмита. Любит тонкацу жены и приударить за молоденькими девушками.
Хаким Ашмид — араб, родился в Мананге, бедной нефтедобывающей стране, разорившейся после освоения гелия-3, находящейся в состоянии гражданской войны, голода, разрухи. Сотрудник СОБ (Службы Орбитальной Безопасности). Оставил пост, чтобы без «блата» участвовать в конкурсе на вакансии членов экипажа «Фон Брауна». Ученик Гигальта. Более способный, чем Хатимаки (быстрее и более продуманно справляется с задачами). Глава террористической организации «ФОК» («Фронт Освобождения Космоса», или «ФЗК», «Фронт Защиты Космоса»). Попал в 3-й тур отбора специально для того, чтобы установить на двигателе бомбу. После попытки захвата «Фон Брауна» пропал. Скрывается на Луне. Возможно, продолжил террористическую деятельность.

### Другие персонажи
Ноно (яп. ノノ) — девочка, одна из четырёх детей, родившихся и выросших на Луне, где добывается гелий-3, топливо для термоядерных реакторов, составляющих основу энергетики Земли. Несмотря на то, что ей всего лишь двенадцать лет, её рост уже больше чем у Хатимаки, потому что из-за низкой гравитации развитие её организма происходит быстрее чем у людей, выросших на Земле. Ноно хотела бы побывать на Земле, но только в качестве туриста, поскольку Луна является её родным домом, и она любит бесконечные пустыни, чёрное звёздное небо над головой, и безвоздушное пространство. Сэйю: Сатоми Короги
Гигальт Гангулгаш — один из высокопоставленных сотрудников Службы Орбитальной Безопасности, опытный астронавт, ранее участвовал в исследованиях Марса и работал в Отделе Расчистки. Хатимаки зовёт его не иначе как «сэнсэй», поскольку именно Гигальт был его инструктором по ВКД и научил его работать в космосе. Гигальт очень мудрый человек, но его главный недостаток — отвратительная память на имена, из-за этой особенности он предпочитает давать своим знакомым короткие, запоминающиеся прозвища, которые однозначно характеризуют человека. Именно Гигальт придумал прозвище Хосино Хатимаки, заметив, что Хати надевает свою повязку, когда ему нужно сконцентрироваться на деле. Из-за долгого пребывания в открытом космосе Гигальт заболел раком и умер на Луне, ненадолго пережив своего «сэнсэя»: Гарри Роланда.
Гарри Роланд — старый астронавт, принимавший участие в экспедициях на Марс и в пояс астероидов, был инструктором по ВКД у Гигальта. Врачи обнаружили у него лейкемию, и перед лицом неизбежной отправки на Землю Роланд совершил самоубийственный побег из госпиталя лунного города Транквилити. Незадолго до того как запасы кислорода в его скафандре подошли к концу, старика обнаружили Фи и Хатимаки, однако помочь ему уже не смогли, Роланд умер у них на руках. Сэйю: Юсукэ Акимото
Кютаро Хосино (яп. 星野九太郎 Хосино Кю:таро:) — брат Хатимаки, увлекается изготовлением самодельных ракет, мечтает стать инженером и строить космические корабли. По характеру похож на своего старшего брата и это служит причиной постоянных стычек между ними. Сэйю: Соитиро Хоси
Харука Хосино — мать Хатимаки, является образцом жены астронавта и матери астронавта. Мудрая, спокойная женщина, которая стойко переносит разлуку с мужем и сыном и терпеливо ждёт их возвращения.